# Neferkare Chendu
Neferkare Chendu (także Neferkare IV Chendu) – egipski faraon z VIII Dynastii w czasie Pierwszego Okresu Przejściowego (2181-2055 r. p.n.e.). Badacze Kim Ryholt i Jurgen von Beckerath twierdzą, że był on szóstym królem ósmej dynastii.
Imię Neferkare Chendu jest zapisane na Liście Królów z Abydos (numer 45) i nie występuje na Kanonie z Turynu (jak i większość imion królów z VII i VIII Dynastii).

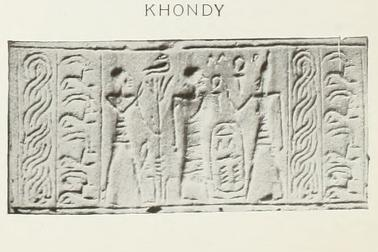
Pieczęć cylindryczna z imieniem Chamudi

Być może jeszcze jednym źródłem archeologicznym potwierdzającym istnienie Neferkare Chendu jest cylindryczna pieczęć z kartuszem z imieniem, które można odczytać Ḫndy (Chendi). Została ona opisana przez holenderskiego egiptologa Henri Frankforta w 1926 r. Jednakże współcześnie raczej uważa się, że imię na pieczęci czyta się jako "Chamudi" i jest to imię ostatniego z tzw. faraonów hyksoskich. Obecnie pieczęć jest przechowywana w Muzeum Petrie, numer w katalogu UC 11616.